# 特锐德
青島特銳德電氣股份有限公司（英語：Qingdao TGOOD Electric Co., Ltd.，深交所：300001），簡稱特銳德，是一家总部位于中华人民共和国山东省青岛市的创业板上市企业。公司總部於2004年由德銳投資有限公司主要股東于德翔（公司董事長和總經理）、Helmut Bruno Rebstock（公司董事）等人在崂山区株洲路101号中韩工业园内設立，時名「青島特銳德電氣有限公司」。
現時在中国國內經營生產及銷售變電各類機器產品，股份則在2009年10月30日於深交所創業板上市，招股價為23.8元人民幣，發行新股為3360萬股，而集資額為8億元人民幣。

## 連結
- qdtgood.com （页面存档备份，存于）